# Myrrhidendron donnellsmithii
Myrrhidendron donnellsmithii là một loài thực vật có hoa trong họ Hoa tán. Loài này được J.M. Coult. & Rose mô tả khoa học đầu tiên năm 1894.